# مرغ باران غول‌آسای جنوبی
مرغ باران غول‌آسای جنوبی (نام علمی: Macronectes giganteus) که با نام مرغ باران غول‌آسای جنوبگان و مرغ بوگندو نیز شناخته می‌شود، پرنده دریایی بزرگی است که در اقیانوس‌های جنوب کره زمین زندگی می‌کند. گسترهٔ زندگی این پرنده همپوشانی بسیاری با مرغ باران غول‌آسای شمالی دارد، اگرچه مرکز اصلی زندگی آن اندکی به سوی جنوب متمایل است. دو پرنده را می‌توان از روی رنگ سر نوکشان تشخیص داد؛ سبز در گونهٔ جنوبی و قرمز در گونهٔ شمالی.

## ویژگی‌های ظاهری

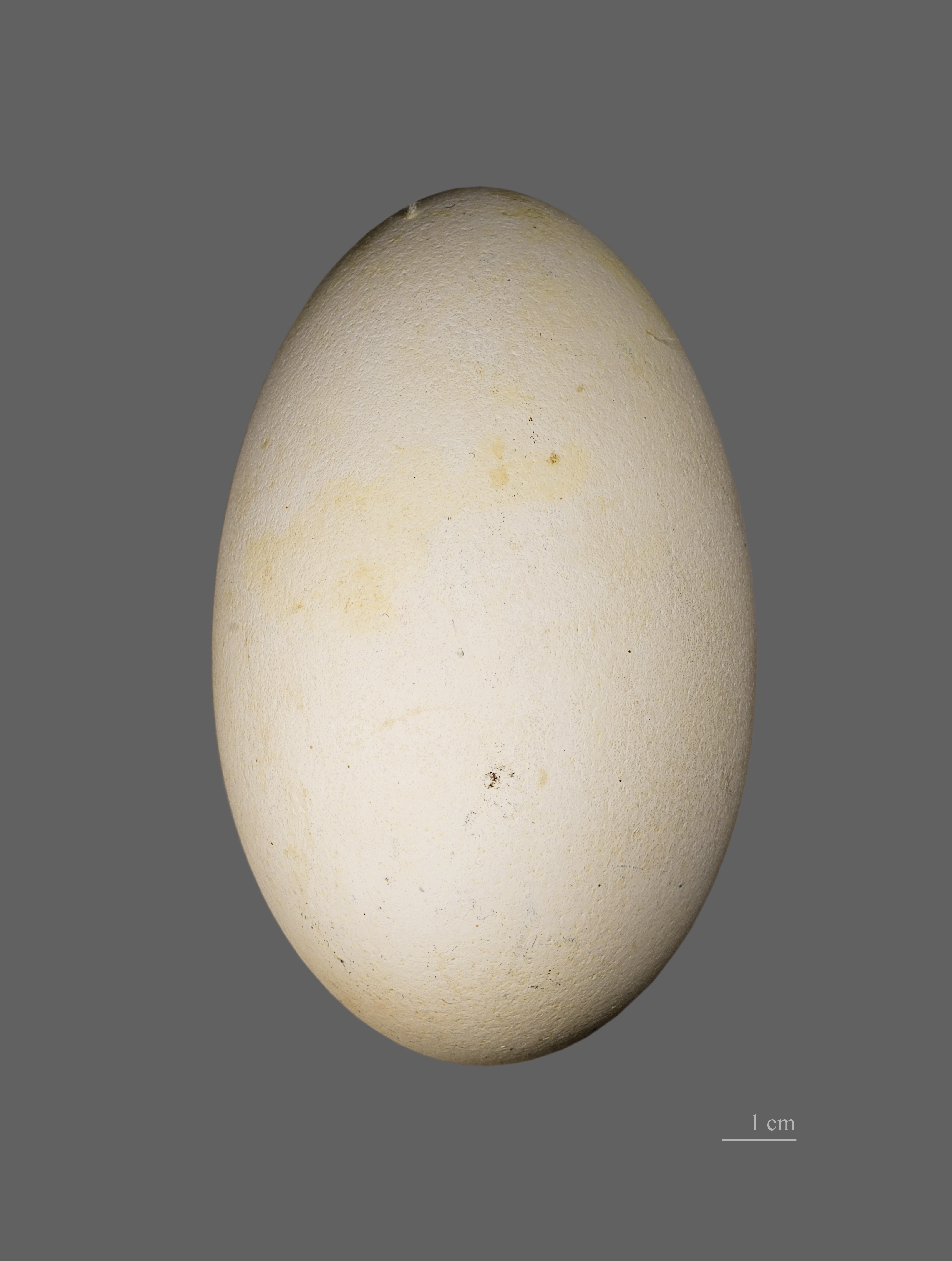
تصویری از تخم مرغ باران بزرگ جنوبی

این مرغ باران بزرگ‌ترین کبوتردریایی و طول بدنش بین ۸۶ تا ۹۹ سانتی‌متر است. طول بال‌های بازشدهٔ آن به ۱۸۵ تا ۲۰۵ سانتی‌متر می‌رسد. وزن نرها به صورت تقریبی ۵ کیلوگرم و ماده‌ها ۳ الی ۸کیلوگرم است. آن‌ها نوکی بسیار بزرگ و زرد رنگ دارند که در انتهای آن سبز رنگ می‌شود و در پایه به رنگ قوه‌ای-خاکستری است. دو ریخت گوناگون از این گونه وجود دارد: ریخت تاریک‌تر که همانند مرغ باران بزرگ شمالی است و ریخت دومی که روشن‌تر است. در ریخت تاریک‌تر، بالای سینه و سر و گردن رنگ روشن دارند و پرهای دیگر بخش‌های بدن قهوه‌ای رنگ هستند.